# Escut de les Valls de Valira
L'escut oficial de les Valls de Valira, aprovat el 31 de març del 2000, té el següent blasonament: Escut caironat; d'or, una vall de sinople carregada d'una faixa ondada d'argent, i sobremuntada d'un brau de sable. Per timbre una corona mural de poble. Les armes són parlants: tant la vall com la faixa ondada (que representa el riu Valira) fan referència al nom del municipi, creat el 1970 amb la unió d'Anserall (la capital), Ars, Civís, Arcavell i Bescaran. El brau de sable és el símbol de sant Sadurní, patró d'Anserall, i alhora fa al·lusió al monestir de Sant Serni de Tavèrnoles, situat dins el municipi.